# Helmut Lütkepohl
Helmut Lütkepohl (* 26. Juli 1951 in Volmerdingsen) ist ein deutscher Ökonom, der sich auf die Ökonometrie spezialisiert hat. Er ist Bundesbankprofessor an der Freien Universität Berlin.

## Leben
Lütkepohl erhielt 1977 sein Diplom in Mathematik an der Universität Bielefeld. Hier wurde er auch 1981 in Ökonomie promoviert. Er habilitierte sich dann 1984 an der Universität Osnabrück. Nach einem Jahr an der University of California, San Diego erhielt er 1985 seine erste Professur an der Universität Hamburg. Von 1987 bis 1992 war er Professor für Statistik am Institut für Statistik und Ökonometrie der Christian-Albrechts-Universität zu Kiel und 1992 bis 2005 Professor für Ökonometrie an der Wirtschaftswissenschaftlichen Fakultät der Humboldt-Universität zu Berlin.
Seit 2002 lehrte er am Europäischen Hochschulinstitut in Florenz. Seit 2012 leitet er das Graduate Center des Deutschen Instituts für Wirtschaftsforschung in Berlin. Seit 2012 ist Lütkepohl Professor an der Freien Universität Berlin.
2011, als Lütkepohl noch in Florenz forschte und lehrte, wählte das Handelsblatt Lütkepohl zum besten deutschen Volkswirt im nicht-deutschsprachigen Raum.

## Werk
Innerhalb der Ökonometrie hat Lütkepohl sich auf Zeitreihenanalyse spezialisiert, siehe Vektorautoregressive Modelle (VAR).